# Прамоттон, Ришар
Ришар Прамоттон (фр. Richard Pramotton, род. 9 мая 1964 года, Курмайёр) — итальянский горнолыжник.
Брат горнолыжника Роже.

## Спортивная карьера
Победитель этапов Кубка мира по горнолыжному спорту. Специализировался в гигантском слаломе. В Кубке мира Прамоттон дебютировал 5 марта 1984 года. Стал первым итальянским спортсменом со времён Густава Тёни и Пьеро Гроса, который попал в пятёрку лучших в общем зачёте Кубка мира — Прамоттон стал 5-м в 1987 году

## Победы на этапах Кубка мира (3)
| № | Сезон     | Дата            | Место       | Дисциплина        |
| - | --------- | --------------- | ----------- | ----------------- |
| 1 | 1985/1986 | 28 января 1986  | Адельбоден  | Гигантский слалом |
| 2 | 1986/1987 | 30 ноября 1986  | Альта-Бадия | Гигантский слалом |
| 3 | 1986/1987 | 14 декабря 1986 | Сестриере   | Гигантский слалом |